# Mathias Ri Iong-hoon
Mathias Ri Iong-hoon (이용훈 마티아?) (Hwaseong, 13 settembre 1951) è un vescovo cattolico sudcoreano, dal 30 marzo 2009 vescovo di Suwon.

## Biografia
Mathias Ri Iong-hoon (Lee Yong-Hoon) è nato a Hwaseong il 13 settembre 1951  ed è il terzo dei quattro figli di Francis Lee Gwang-rae e Agnes Kim Jin-bok.

### Formazione e ministero sacerdotale
Ha frequentato il seminario minore di Seul e nel 1969 si è diplomato alla Seongshin High School della stessa città. Ha proseguito gli studi per il sacerdozio presso il seminario maggiore di Seul. Nel febbraio del 1977 ha conseguito la laurea presso il Dipartimento di teologia dell'Università Cattolica di Corea a Seul. Nel febbraio del 1979 si è laureato presso la scuola di specializzazione dello stesso ateneo.
Il 6 marzo 1979 è stato ordinato presbitero per la diocesi di Suwon. In seguito è stato vicario parrocchiale ad Anseong e insegnante in una scuola media e superiore dal marzo del 1979 al febbraio del 1980; insegnante in una scuola superiore di Sungshin dal marzo del 1980 al gennaio del 1981; vicario parrocchiale in un'altra parrocchia della sua diocesi dal gennaio al luglio del 1981; vicario parrocchiale a Sujin-dong dal luglio del 1981 al marzo del 1982 e parroco di Jeongnam dal marzo del 1982 al febbraio del 1984. Nel giugno del 1984 è stato inviato a Roma per studi. Nel settembre del 1988 ha conseguito il dottorato in teologia morale con una tesi intitolata "La teologia del lavoro in Laborem Exercens" presso l'Accademia alfonsiana. Tornato in patria è stato professore all'Università Cattolica di Suwon dall'ottobre del 1988 al marzo del 2003; decano per gli affari studenteschi dal marzo del 1992 al febbraio del 1994; direttore degli affari accademici dal marzo del 1997 al giugno del 1998 e presidente dell'Università Cattolica di Suwon dal giugno del 1998 al giugno del 2002. Dal 10 dicembre 2002 al marzo del 2003 ha trascorso un periodo di formazione all'Università di Harvard.
È stato anche membro del collegio dei consultori e del consiglio presbiterale dal giugno del 1998 al giugno del 2002, membro del comitato centrale del sinodo diocesano dal giugno del 2000 all'ottobre del 2001 e del comitato per la formazione permanente del clero dall'aprile del 2001 al giugno del 2002.

### Ministero episcopale
Il 19 marzo 2003 papa Giovanni Paolo II lo ha nominato vescovo ausiliare di Suwon e titolare di Catabo Castra. Ha ricevuto l'ordinazione episcopale il 14 maggio successivo dall'arcivescovo emerito di Gwangju Victorinus Youn Kong-hi, co-consacranti il vescovo di Suwon Paul Choi Deok-ki e quello di Incheon Boniface Choi Ki-San.
Il 10 ottobre 2008 papa Benedetto XVI lo ha nominato vescovo coadiutore di Suwon. Il 2 dicembre successivo si è tenuta una messa inaugurale nella cattedrale di San Giuseppe. Il 30 marzo dell'anno successivo è succeduto alla medesima sede. Ha preso possesso della diocesi il 14 maggio successivo.
Nel novembre del 2007 e nel marzo del 2015 ha compiuto la visita ad limina.
Dal 14 ottobre 2020 è presidente della Conferenza dei vescovi cattolici di Corea e presidente del consiglio centrale dei cattolici in Corea. In seno alla stessa è membro del comitato speciale per la promozione delle beatificazioni e delle canonizzazioni dal 30 marzo 2009; membro del comitato per i beni culturali dal 10 marzo 2021; membro del comitato per la pastorale missionaria dal 10 marzo 2021 e membro del comitato per il clero. In precedenza è stato presidente del comitato per l'educazione dal 14 ottobre 2004 al 10 marzo 2010; membro del comitato per gli affari sociali dal 14 ottobre 2004 al 13 ottobre 2010; presidente della commissione per la giustizia e la pace dal 10 marzo 2010 al 30 ottobre 2014; presidente del comitato per gli affari sociali dal 13 ottobre 2010 al 30 ottobre 2014; presidente del comitato per la bioetica dal 30 ottobre 2014 al 10 marzo 2021; membro del comitato per la dottrina dal 30 ottobre 2014 al 10 marzo 2021; segretario generale e direttore esecutivo del consiglio centrale dei cattolici in Corea dal 12 ottobre 2016 al 14 ottobre 2020 e responsabile del Centro di formazione "Emmaus" dal 14 ottobre al 7 dicembre del 2020. È stato anche direttore dell'Istituto pastorale cattolico di Corea dal 14 ottobre 2020 al 10 maggio 2021.

## Genealogia episcopale e successione apostolica
La genealogia episcopale è:
- Cardinale Scipione Rebiba
- Cardinale Giulio Antonio Santori
- Cardinale Girolamo Bernerio, O.P.
- Arcivescovo Galeazzo Sanvitale
- Cardinale Ludovico Ludovisi
- Cardinale Luigi Caetani
- Cardinale Ulderico Carpegna
- Cardinale Paluzzo Paluzzi Altieri degli Albertoni
- Papa Benedetto XIII
- Papa Benedetto XIV
- Papa Clemente XIII
- Cardinale Marcantonio Colonna
- Cardinale Giacinto Sigismondo Gerdil, B.
- Cardinale Giulio Maria della Somaglia
- Cardinale Carlo Odescalchi, S.I.
- Cardinale Costantino Patrizi Naro
- Cardinale Lucido Maria Parocchi
- Papa Pio X
- Papa Benedetto XV
- Papa Pio XII
- Cardinale Eugène Tisserant
- Papa Paolo VI
- Arcivescovo Victorinus Youn Kong-hi
- Vescovo Mathias Ri Iong-hoon (Lee Yong-Hoon)

La successione apostolica è:
- Vescovo Linus Lee Seong-hyo (2011)
- Vescovo John Moon Hee Jong (2015)